# Wolf Lake (série de televisão)

Wolf Lake é uma série de televisão americana de mistério e terror que foi ao ar na CBS. A série segue um bando de lobisomens que vivem em um subúrbio de Seattle. Nove episódios oficiais foram produzidos, mas apenas cinco foram ao ar antes da série ser cancelada. Mais tarde a CBS vendeu os direitos para a UPN, que exibiu a série completa.

## Sinopse
Em Seatle, o detetive John Kanin pede a sua namorada Ruby Wilder em casamento, e ela aceita. No entanto, ela sai de casa logo em seguida e ao entrar em seu carro é atacada. Tudo que Jhon encontra é uma mão decepada. Ele viaja para sua cidade natal de Wolf Lake para encontrar algumas respostas. No entanto, suas experiências ali aumentam ainda mais as perguntas. O que John não sabe é que alguns dos habitantes de Wolf Lake são de fato lobisomens. Os lobisomens, ou aqueles que sobreviveram à mudança, vivem no “monte” e desfrutam de um tratamento especial, separado dos seres humanos normais.

## Elenco
- Lou Diamond Phillips - Detetive/Oficial John Kanin
- Tim Matheson - Xerife Matthew "Matt" Donner
- Graham Greene - Sr. Sherman Blackstone
- Sharon Lawrence - Vivian "V" Cates
- Jensen Ackles - Rodrigo Schikorski Azeredo
- Mia Kirshner - Ruby Wilder/Cates/Creed
- Bruce McGill - Willard "Will" Cates
- Paul Wesley - Lucas "Luke" Cates
- Mary Elizabeth Winstead - Sophia Donner
- Kellie Waymire - Miranda Devereaux
- Fiona Scott - Presley
- Carmen Moore - Deputy Molly
- Christian Bocher - Buddy Hooks

### Convidados
- Bill Mondy
- Gregory Itzin
- Sam Anderson
- Levi James
- Craig Olejnik
- Sarah Carter
- Ralph J. Alderman
- Craig Bruhnanski
- Steve Makaj
- Kelly Dean Sereda
- Deanne Henry
- Ryan Robbins
- Jodelle Ferland

## Episódios
1. Meat The Parents
2. The Changing
3. Soup to Nuts
4. Tastes Like Chicken
5. Excitable Boy
6. Four Feet Under
7. Leader of the Pack
8. Legend of Lost Lenore
9. If These Wolves Could Talk

## Resposta
Michael Speier da Variety disse que "O produto final é completamente uma mistura, uma novela cheia de criatura sombria e perturbadora que às vezes funciona como um grande drama mas às vezes sai como extremamente tola."
Ron Wertheimer do The New York Times disse que era "um piloto peculiar promissor."

## Lançamento em DVD
O DVD foi lançado em 6 de novembro de 2012 pela Entertainment One, com o título "Wolf Lake: The Complete Series". Os extras incluem o piloto original nunca exibido, e um featurette de 30 minutos com John Leekley (criador da série e produtor executivo) e Paul Wesley (Luke Cates).

## Prêmios e indicações
- 2002: Prémios Emmy do Primetime de "Melhor Design de Abertura"[4]
  - George Montgomery (designer do título principal) – Indicado
  - Thomas Cobb (designer do título principal) – Indicado
  - Blake Danforth (designer do título principal) – Indicado
  - John Narun (designer do título principal) – Indicado
- 2002: Prémios Emmy do Primetime de "Tema de Abertura".[4]
  - David Schwartz (música) – Indicado
- 2002: Leo Awards de "Series Dramáticas: Melhor Cinematografia".[5]
  - Barry Donlevy (para o episódio "Meat the Parents") – Indicado